# Москвич-403
Москви́ч-403 — советский автомобиль малого класса, выпускавшийся на Московском заводе малолитражных автомобилей (МЗМА) с декабря 1962 по июль 1965 года. Являлся переходной моделью между находившимся на конвейере до 1963 года «Москвичом-407» и автомобилем «Москвич-408», пошедшим в серию в 1964.

## Описание модели
В начале 1960-х годов завод МЗМА готовился к переходу на принципиально новую по сравнению с выпускавшимися на тот момент «Москвичами» семейства 402—407 (кузов 425) модель — будущий «Москвич-408». Однако подготовка его производства затягивалась, причём большинство агрегатов нового автомобиля уже было готово к освоению, а запаздывали лишь производственные линии для штамповки и сварки кузовных панелей, как наиболее дорогостоящая и трудоёмкая в изготовлении составляющая производственного оборудования. В таких условиях было принято решение наладить выпуск «переходной» модели — в старом «425-м» кузове, но с полностью новым подрамником, на котором устанавливались силовой агрегат, передняя подвеска и рулевое управление от будущей модели «408».
Кузов автомобиля «Москвич-403» практически полностью повторял поздний М-407 за исключением щита передка и подмоторной рамы (подрамника), которая была позаимствована у перспективной модели М-408 вместе с передней подвеской и рулевым управлением. Внешние отличия основной массы выпущенных машин сводились к иной конфигурации задних фонарей, которые стали трёхсоставными взамен двухсоставных, и — в салоне — другой рулевой колонке, с расположенным слева (а не сверху, как у М-407) переключателем указателей поворота, изменённым механизмом переключения передач (вал переключения передач был выполнен концентричным рулевому валу, вместо расположенного сбоку от него соосно у М-407, что позволило значительно уменьшить уровень вибраций рычага) и новым рулём, с V-образной ступицей и кольцом звукового сигнала. Кроме того, в оборудовании кузова появился омыватель ветрового стекла, но при этом привод стеклоочистителей оставался механическим, от шестерни на распределительном валу двигателя.
Только сравнительно небольшое количество автомобилей модификации М-403Э (так называемой «экспортной», но на самом деле на экспорт часто предлагались оба варианта оформления — как разные варианты комплектации) имело изменённое оформление — широкую решётку радиатора с прямоугольными обводами, изменённый («двухэтажный») молдинг боковины с лаковой вставкой, окрашенные под цвет кузова задние фонари, наружные зеркала заднего вида. Автомобильными критиками за рубежом обилие хромированного декора экспортной модификации было, вопреки ожиданиям создателей автомобиля, встречено негативно — в начале шестидесятых годов мода на обильную хромировку и многоцветные окраски уже проходила, в тренде были простые и чистые формы, как у готовящегося к выпуску «Москвича-408», дизайн которого за рубежом получил, напротив, вполне положительные отзывы.
Двигатель изначально устанавливался модели М-407д, до мая 1964 года он полностью соответствовал «Москвичу-407» за исключением фильтра грубой очистки масла, который имел вертикальное расположение. С мая 1964 года устанавливался двигатель М-407Д1, представлявший собой переходную модель к мотору М-408. У него был увеличен диаметр коренных шеек коленчатого вала (57 мм против 51 мм), установлены упорные полукольца, появился задний сальник коленвала (ранее его заменял буртик с маслосгонной резьбой).
Передняя подвеска получила по два шаровых шарнира с каждой стороны (у М-402 и М-407 подвеска имела с каждой стороны один шаровой шарнир и один цилиндрический палец). Для регулировки статического развала колёс в ней стали использоваться специальные прокладки в месте крепления верхнего рычага, вместо эксцентриковых втулок в нижних головках стоек, которые при наличии износа допускали нарушение регулировки в процессе эксплуатации вследствие самопроизвольного перескакивания стопорящих зубьев. В рулевом управлении появилась трёхзвенная рулевая трапеция вместо двухзвенной, обеспечивающая более точную геометрию рулевого привода и сводящая к минимуму изменение схождения колёс при проезде неровностей дорожного покрытия.
Вместо напольных педалей сцепления и тормоза, прорези в полу под которые нередко становились причиной попадания воды в салон, были применены подвесные, в результате чего главный тормозной цилиндр был перенесён под капот, на щит передка (ранее размещался под полом), а привод сцепления стал гидравлическим вместо механического, с главным цилиндром, также установленным на щите передка. Колёса остались теми же, что и на М-402 и М-407, с ободами посадочной размерности 15 дюймов и шинами размерностью 5.60-15 модели М-59 (бескамерные).
Появление новой модели, как обычно, сопровождалось резким подорожанием — ценник на «Москвич-403» был установлен в размере 3400 рублей, вместо 2500 рублей, которые просили за М-407. В результате многие очередники, получив открытку на новый автомобиль, отказались от покупки, и очередь в целом резко продвинулась вперёд.
«Москвич-403» выпускался параллельно как с «Москвичом-407» (до 1963 года), так и с «Москвичом-408» (по лето 1965). В течение 1962 г. было выпущено 280 машин, в 1963 г. — 23 866, в 1964 г. — 66 471, в 1965 — 17 330 (в эти числа входят все модификации: базовая, экспортная, в тропическом исполнении, медицинская и инвалидная).

## Модификации
- Москвич-403 — базовая модель с кузовом седан, выпускалась в 1963—1965 гг.;
- Москвич-403Т — модификация для работы в такси. Оснащалась счётчиком, фонарём зелёного цвета в правом углу ветрового стекла и «шашечками» на передних дверях;
- Москвич-403Э — экспортная модификация, отличалась формой решётки радиатора с угловыми подфарниками, иными молдингами, задними фонарями и «птичкой» над задним номерным знаком;
- Москвич-403Ю — модификация для южного климата;
- Москвич-424 — универсал на базе модели Москвич-423Н с угловатыми рамками задних дверей и идущим вдоль всей крыши цельным водосточным желобком. Заднее сиденье складывалось, образуя грузовой отсек длиной 1473 мм и шириной 1220 мм. При сложенных задних сиденьях универсал мог перевозить 250 кг груза и двух человек, включая водителя. Для запасного колеса под полом предназначалась горизонтальная ниша. Задние рессоры были на 5 мм шире, чем у базового седана. Задняя дверь с погрузочной высотой в 760 мм открывалась на левую сторону. Универсал выпускался в 1963—1965 гг. Кроме базовой версии, выпускались экспортная 424ИЭ и тропическая 424ИЮ. Всего выпущено 5266 экземпляров всех модификаций;
- Москвич-432 — фургон на базе универсала Москвич-424 с перегородкой за передними сиденьями, отделяющей грузовой отсек, цельным бортом, угловатыми подштамповками на месте окон и цельным водосточным желобком вдоль всей крыши. Фургон выпускался в 1963—1965 гг. Кроме базовой версии, выпускались экспортная 432ИЭ и тропическая 432ИЮ. Всего выпущено 11515 экземпляров.